# Derby Canal Railway

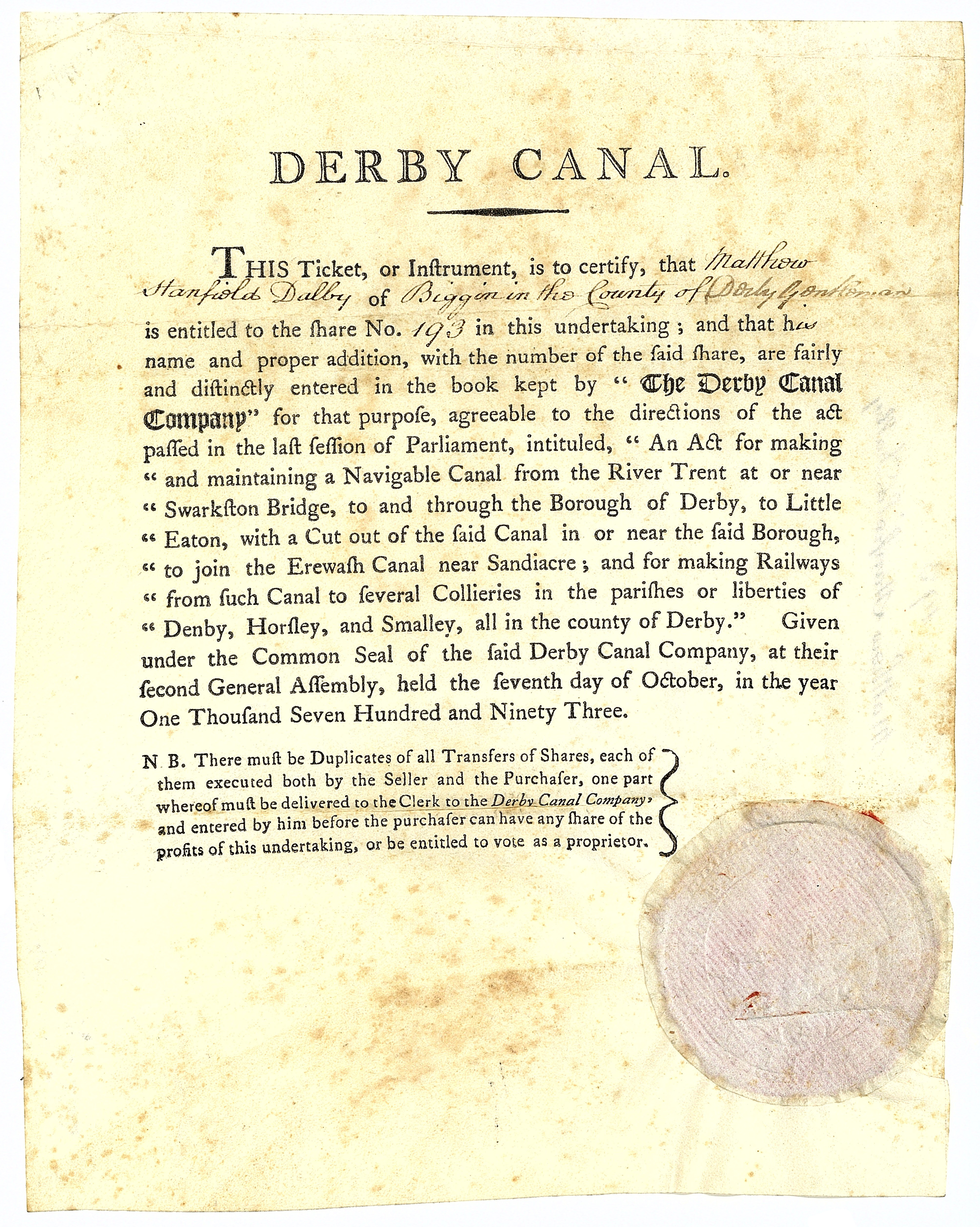
Gründeraktie der Derby Canal Company, ausgegeben am 7. Oktober 1793, gedruckt auf Pergament. Aus dem auf der Aktienurkunde abgedruckten vom Parlament verabschiedeten Gesetzentwurf geht hervor, dass der Zweck der Gesellschaft auch der Bau der Derby Canal Railway war. Die Aktie des Derby Kanals dokumentiert hiermit den weltweit erstmalig mit Aktien finanzierten Eisenbahnbau bereits im 18. Jahrhundert.

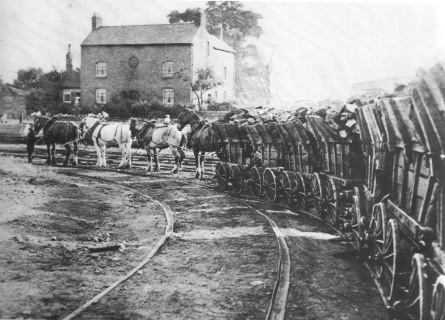
Letzter Zug der Derby Canal Railway 1908

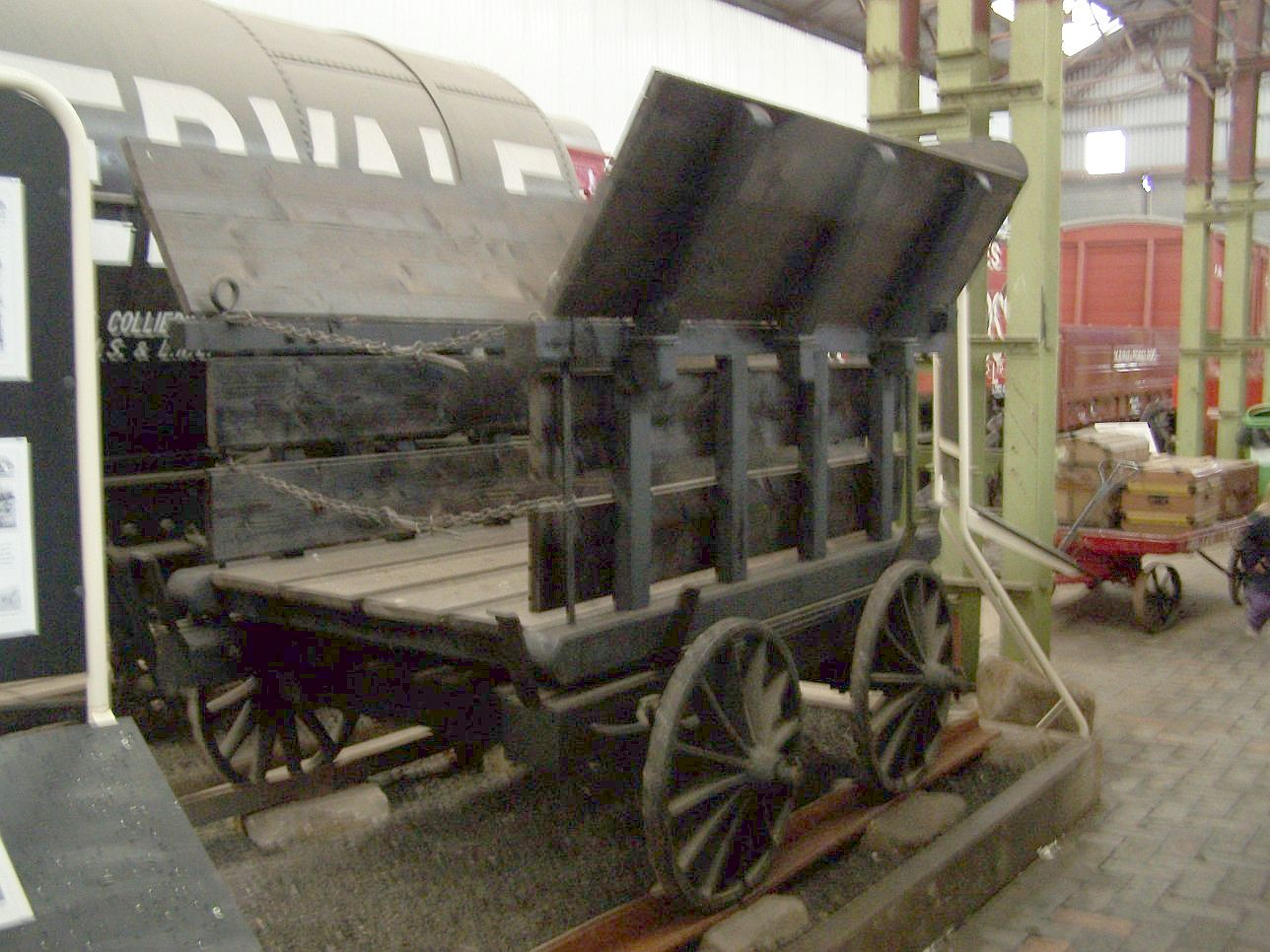
Nachbau eines Wagens der Derby Canal Railway

Die Derby Canal Railway, umgangssprachlich oft Little Eaton Gangway genannt, war eine Güter-Pferdebahn in der englischen Grafschaft Derbyshire. 1795 eröffnet, war sie bis 1908 in Betrieb. Aufgrund ihrer technischen Gestaltung und ihrer Funktion darf sie als erste Eisenbahn der Welt bezeichnet werden.
Die Bahn war 5 Meilen (8 km) lang und hatte drei kurze Zweigstrecken. Sie verband einen Zweig des gleichzeitig angelegten Derbykanals mit drei Kohlebergwerken und einer Keramikmanufaktur.
Die von Benjamin Outram gebaute Bahn zeichnete sich durch zwei Pionierleistungen aus, deren eine schon bald weitreichende Konsequenzen hatte, während die andere erst viel später und ohne erkennbare Nachfolge in großem Maße Verbreitung fand:
- Sie war die erste, mehrere Anlieger bedienende Schienenbahn, deren Gleise nicht aus gusseisenbewehrten Holzschienen bestanden, sondern gusseiserne Winkelschienen von etwa 3 Fuß Länge waren, deren hochstehende Innenkante die Wagen genau führte. Das war ein wichtiger Entwicklungsschritt zu sicheren und hoch belastbaren Eisenbahnschienen, die auf später gebauten Bahnen Dampfbetrieb ermöglichten. Die Wagen hatten gusseiserne Räder, noch ohne Spurkranz.
- Die Fracht wurde in locker auf die Fahrgestelle der Wagen gesetzten Behältern transportiert, die am Kanalufer von einem Kran in die Lastkähne umgesetzt wurden, also eine Vorform des Containertransports.

Die Spurweite betrug zunächst 1067 mm (3 Fuß und 6 Zoll), als Kapspur heute eine international verbreitete Eisenbahnspur. Zu einem unbekannten Zeitpunkt wurde sie auf 4 Fuß (1219 mm) umgespurt.
In englischen Texten wird sie auch als „tram“ bezeichnet, was aber in diesem Zusammenhang als Kleinbahn zu übersetzen ist, denn sie hatte eine eigene Trasse. Erst nach ihrer Stilllegung wurden Teile davon für eine öffentliche Straße genutzt.
Nachdem 1856 die Midland Railway eine Zweigstrecke nach Ripley eröffnet hatte, ging das Frachtaufkommen der Derby Canal Railway empfindlich zurück. Dennoch wurde sie noch bis 1908 genutzt.